# Pediopsoides sharmai
Pediopsoides sharmai är en insektsart som beskrevs av Chandrasekhara A. Viraktamath 1981. Pediopsoides sharmai ingår i släktet Pediopsoides och familjen dvärgstritar. Inga underarter finns listade i Catalogue of Life.